# NGC 5712
NGC 5712 في الفهرس العام الجديد، هي مجرة، تقع في كوكبة الدب الأصغر. اكتشفت في 20 ديسمبر 1797 بواسطة ويليام هيرشل.

## روابط خارجية
- NGC 5712 على موقع ويكي سكاي: DSS2, SDSS, GALEX, IRAS, Hydrogen α, X-Ray, Astrophoto, Sky Map, Articles and images